# Преображенська волость (Зміївський повіт)
Преображенська волость — адміністративно-територіальна одиниця Зміївського повіту Харківської губернії.
На 1862 рік до складу волості входили:
- поселення Преображенське;
- хутіра  Плисовські  -  714  мешканців в 106 дворах.
- поселення Верхня Оріль;
- поселення Закутне;

Найбільші поселення волості станом на 1914 рік:
- село Преображенське — 2110 мешканців.
- село Закутне — 4062 мешканці.
- село Верхньо-Орільське — 2355 мешканців.
- село Плисове — 1988 мешканців.

Старшиної волості був Неплюєв Кіндрат Іванович, волосним писарем — 'Нерезенко Михайло Миколайович, головою волосного суду — Черевашенко Федір Гаврилович.